# SNCFA-Baureihe 6CE
Die Baureihe 6CE bezeichnet eine schwere Elektrolokomotive der Société nationale des chemins de fer algériens.

## Geschichte
1972 wurden bei LEW Hennigsdorf 32 Maschinen vom Typ EL 104 gebaut. Vorgesehen waren die Maschinen für schwere Erz- und Phosphatzüge aus den Bergbaugebieten Boukhadra und Ouenza.

## Konstruktion
Die Konstruktion basiert auf der zuvor für die Deutsche Reichsbahn (DR) gebauten E 251 im mechanischen Teil und der für die PKP gebauten E05 im elektrischen Teil.

### Mechanischer Teil
Die Führerstände sind für Einmannbetrieb in Linksausführung ausgeführt und mit einer Luftheizung versehen. Der Maschinenraum weist zwei Seitengänge auf, der Hauptgang dient neben der Zugänglichkeit dem Führerstandswechsel. Der zweite Gang auf der gegenüberliegenden Seite mit den fahrleitungsspannungsführenden Einrichtungen kann nur betreten werden, wenn die Stromabnehmer gesenkt sind. Die Drehgestelle mit Kastenträgern sind eine Schweißkonstruktion, ebenso wie die Wagenkästen. Die Tragfedern des zweiten und dritten sowie des vierten, fünften und sechsten Radsatzes sind mit Ausgleichshebeln verbunden, damit hat ein Drehgestell eine stabile, das andere eine labile Abstützung. Beide Drehgestellrahmen sind mit einer Querkupplung verbunden, der Lokomotivkasten stützt sich in vier Punkten auf dem Laufwerk ab. Die Radsätze sind mit Vollrädern und Pendelrollenlagern ausgerüstet. Die Lokomotiven verfügen über eine selbsttätig wirkende WABCO-Druckluftbremse, eine direktwirkende Zusatzbremse, eine Spindelhandbremse als Feststellbremse und eine elektrodynamische Widerstandsbremse.

### Elektrischer Teil
Die Lokomotive verfügt über ein elektromotorisches Nockenschaltwerk mit Nachlaufsteuerung, das heißt, der Lokführer wählt eine Fahrstufe vor, das Schaltwerk läuft diese selbständig an. Zur Ausstattung gehört eine elektrisch selbsterregte Widerstandsbremse und eine Sicherheitsfahrschaltung.
Die Hilfsbetriebe werden durch ein Drehstrombordnetz mit 380 V bei 50 Hz versorgt, zusätzlich gibt es eine Drehstromeinspeisung für Ölheizwagen der Personenzüge.

## Quelle
- Zeitzeugnisse 1945–1990 Teil II Herausgeber Jahresringe e. V., Hennigsdorf, 2000